# Lepturgantes seriatus
Lepturgantes seriatus är en skalbaggsart som beskrevs av Monné 1988. Lepturgantes seriatus ingår i släktet Lepturgantes och familjen långhorningar.
Artens utbredningsområde är Venezuela. Inga underarter finns listade i Catalogue of Life.